# Kirchwistedt
Kirchwistedt este o comună din landul Saxonia Inferioară, Germania.